# Junín (race ovine)
Pour les articles homonymes, voir Junin.
Le Junín est une race ovine originaire du Pérou. Elle est élevée pour sa laine et sa viande.

## Origine
La race est créée par divers croisements à partir de 1955 dans la région de Junín. Elle est issue du Criollo péruvien avec un apport des races Columbia, Corriedale (en), Panama et Warhill. Elle est reconnue comme race en 1973. Le but était d'avoir une race avec une laine plus fine que le Corriedale (race de Nouvelle-Zélande importée au Pérou) et une meilleure adaptation aux pâturages d'altitudes.
Elle est la seule race d'origine péruvienne avec le Criollo péruvien, mouton indigène qui représente 60 % des moutons au Pérou. Les autres races présentes dans le pays ont été importées comme le Corriedale, le Hampshire Down (race anglaise) ou l'Assaf (race israélienne).

## Description
C'est un mouton de grande taille, à la toison blanche. Le bélier pèse en moyenne 74 kg et la brebis 45 kg.

## Élevage et production
La race est élevée en pâturage extensif dans la zone de la sierra (zone de montagnes). Elle est bien adaptée aux hauts pâturages de la Cordillère des Andes et on la retrouve entre 3 700 m et 5 200 m. La période de reproduction a lieu entre mai et juin et la mise bas en octobre et novembre. Les brebis ont en général un seul agneau. Les jumeaux sont très rares en raison d'un taux d'ovulation bas. Sur des pâturages améliorés, le taux de gémellité monte à 2 %. Le taux de survie des agneaux du Junín est plus bas que chez le Criollo (71 % contre 91 %) mais ses agneaux sont plus lourds. Ils pèsent entre 3,6 kg et 3,8 kg à la naissance.
Élevée pour sa laine, la tonte est réalisée entre février et mars. Chaque individu fourni entre 3 et 5,6 kg de laine.
En 2019, la population de Junín représente 2 % de la population ovine du Pérou et dépasse les 130 000 têtes.

## Protection
Depuis 2014, le patrimoine génétique de la race est protégé par la loi N°4027/2014-CR du gouvernement péruvien.